# Bérat
Bérat este o comună în departamentul Haute-Garonne din sudul Franței. În 2009 avea o populație de 2.718 de locuitori.

## Evoluția populației
| An        | 1975 | 1982 | 1990  | 1999  | 2006  | 2009  |
| --------- | ---- | ---- | ----- | ----- | ----- | ----- |
| Populație | 823  | 980  | 1.153 | 1.407 | 2.249 | 2.718 |